# Koningspapegaaiamadine
De koningspapegaaiamadine (Erythrura regia) is een zangvogel uit de familie Estrildidae (prachtvinken). Het is een kwetsbare, endemische vogelsoort op Vanuatu. 

## Kenmerken
De vogel is 11 cm lang. Het is een opvallende en veelkleurige vinkachtige. Volwassen vogels zijn blauw op de buik en borst en turkooisgroen van boven, met rood op de kop en een rode staart. De vogel lijkt een beetje op de blauwmaskerpapegaaiamadine die daar ook voorkomt, maar die leeft vooral in graslanden en heeft geen rode kop en is veel egaler groen.

## Taxonomie
De vogel werd in 1881 door Philip Lutley Sclater als aparte soort beschreven als Erythrospiza regia, maar later weer als ondersoort beschouwd van de samoapapegaaiamadine (Erythrura cyaneovirens). De soort wordt op de IOC World Bird List en de  Rode Lijst van de IUCN echter weer als aparte soort vermeld.

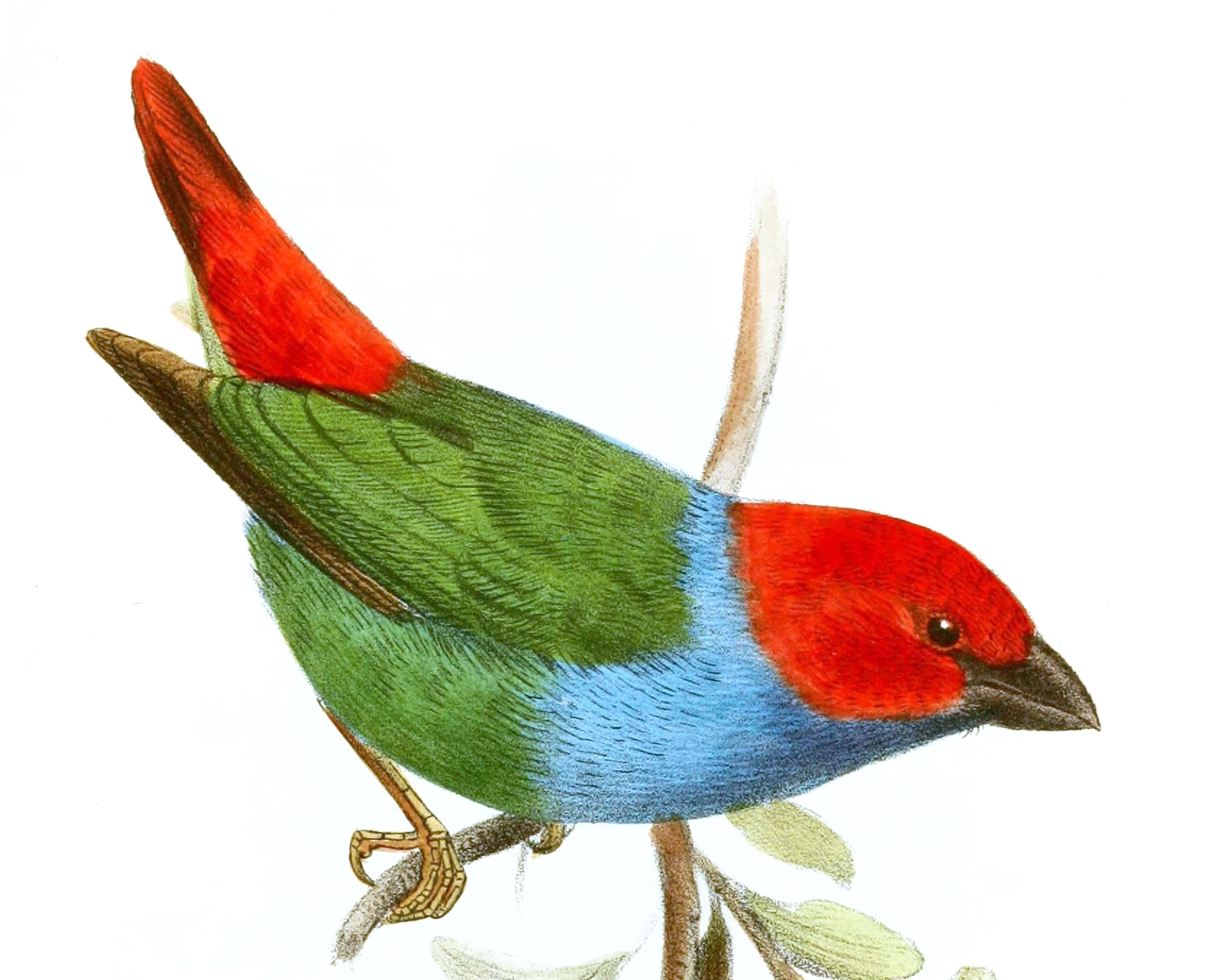
De ondersoort E. r. serena van het eiland Anatom. Illustratie gemaakt door Joseph Smit.

## Verspreiding en leefgebied
Deze soort is endemisch op Vanuatu en telt drie ondersoorten:
- E. r. regia: noordelijk Vanuatu met inbegrip van de Bankseilanden.
- E. r. efatensis: Efate (zuidelijk Vanuatu).
- E. r. serena: Anatom (zuidelijk Vanuatu).

De vogel is het meest algemeen in het beboste heuvelland boven de 300 m boven zeeniveau op de grotere eilanden zoals Espiritu Santo, maar op kleinere eilanden zoals Emae, ook wel op zeeniveau. Het leefgebied bestaat uit dicht bos, vooral de aanwezigheid van wilde vijgenbomen is belangrijk.

## Status
De koningspapegaaiamadine heeft een beperkt verspreidingsgebied en daardoor is de kans op uitsterven aanwezig. De grootte van de populatie werd in 2012 door BirdLife International geschat op 3,5 tot 10 duizend individuen en de populatie-aantallen nemen af door habitatverlies en illegale vangsten voor de kooivogelhandel. Het leefgebied wordt aangetast door ontbossing waarbij natuurlijk bos wordt omgezet in gebied voor agrarisch gebruik en menselijke bewoning. Om deze redenen staat deze soort als kwetsbaar op de Rode Lijst van de IUCN.